# ویلینگ (میزوری)
ویلینگ (به انگلیسی: Wheeling) یک شهر در ایالات متحده آمریکا است که در شهرستان لیوینگستون، میزوری واقع شده‌است. ویلینگ ۰٫۸۳ کیلومتر مربع مساحت و ۲۷۱ نفر جمعیت دارد و ۲۲۸ متر بالاتر از سطح دریا واقع شده‌است.